# Begriff
Mit dem Wort Begriff wird der Bedeutungsinhalt einer Bezeichnung oder Vorstellung angesprochen. Mit ähnlicher Bedeutung wird auch das Wort Konzept verwendet; die englische und französische Bezeichnung für Begriff lautet nach dem lateinischen Ursprung concept (von lateinisch conceptum ‚das Zusammengefasste, das Begriffene‘). 
Ein Begriff bildet eine semantische Einheit, die Teil einer Proposition oder eines Gedankens ist.
Ein definierter Begriffsinhalt kann – auch in derselben Sprache – mehrere unterschiedliche (einfache oder zusammengesetzte) Bezeichner haben, die dann Synonyme sind. Homonyme sind dagegen gleiche Benennungen verschiedener Begriffe. Auch Symbole oder Codes können einen Begriff bezeichnen.

## Unterschiedliches Verständnis von Begriffen
Begriffe werden in der Gemeinsprache und in manchen Fachsprachen – je nach Perspektive – oft unscharf abgegrenzt gegenüber Wörtern oder Ausdrücken als äußerlichen, sprachlichen Einheiten einerseits und gegenüber Auffassungen oder Vorstellungen als innerlichen, rein gedanklichen Einheiten andererseits.
Manchmal wird „Begriff“ als mentale Informationseinheit verstanden oder als bedeutungsgleich zum „Begriff“ im Sinne der vormodernen philosophischen Tradition, siehe Begriff (Philosophie).
Als Begriff kann auch ein „lexikalisiertes Konzept“ verstanden werden, wobei dann das mit einem Lemma verbundene Konzept gemeint ist (als mentale Repräsentation eines einzelnen Objekts oder einer kognitiven Kategorie). In der Alltagssprache und darüber hinaus steht das Wort Begriff oft fälschlich für eine Benennung, also für ein Wort oder eine Wortgruppe.
Die Untersuchung von Begriffen in verschiedenen Wissenschaften, wie Psychologie, Neurowissenschaften, Sprachwissenschaft, in Ansätzen formaler Wissensrepräsentation (insbesondere Formale Begriffsanalyse) und Disziplinen der Philosophie (Logik, Erkenntnistheorie, Ontologie, Semiotik) nimmt dabei verschiedene Perspektiven auf den „Begriff“ ein. In den Kultur- und Geschichtswissenschaften werden in der Begriffsgeschichte historisch der Bedeutungswandel und die Veränderung der begrifflichen Verhältnisse von Ausdrücken untersucht, im Unterschied zur Ideengeschichte, die sich mit Vorstellungen und Konzepten (auch unabhängig von ihren Bezeichnungen) beschäftigt.
Im Strukturalismus wird die Inhaltsseite eines Zeichens als Signifikat bezeichnet. Dieses wird je nach Bedeutungstheorie als Begriff, Bedeutung oder Sinn verstanden, worauf mittels Lauten oder Buchstaben die Ausdrucksseite eines Zeichens, Signifikant genannt, verweist. In einer einfachen Lesart entspricht ein Signifikat damit auch einem Begriff, was im semiotischen Dreieck als Vermittlung zwischen Bezeichnung und Bezeichnetem dargestellt wird; ein Begriff stellt als Sinn des Symbols dessen Bezug zum Referenzobjekt her.

## Wortherkunft
Das Verb begreifen ist bereits seit dem 8. Jahrhundert nachweisbar (althochdeutsch bigrīfan, mittelhochdeutsch begrīfen), die ursprüngliche Bedeutung war „ergreifen, umgreifen“. Eine Bedeutungsausdehnung beginnt schon im Althochdeutschen, mit der Verwendung als Übersetzung des lateinischen comprehendere („begreifen“) oder concipere („erfassen“, „in sich aufnehmen“). Insbesondere in Texten mystischer Theologie wird der Ausdruck in erweitertem Sinne gebraucht, indem körperliches „Fassen, Greifen“ auf geistiges Begreifen als „mit dem Verstande erfassen, verstehen“ ausgedehnt wird.
Das Substantiv Begriff ist als begrif (mittelhochdeutsch und frühneuhochdeutsch begrif oder begrifunge) bereits im Mittelhochdeutschen mit der Bedeutung „Umfang, Bezirk“ belegt. Später übertrug sich dessen Bedeutung analog zum Verb auf „Vorstellung“. Das Wort kommt im 18. Jahrhundert insbesondere durch Christian Thomasius und Christian Wolff in Gebrauch. Seine Bedeutung wird in der Zeit der Aufklärung auf „Allgemeinvorstellung“ eingeengt und zur Übersetzung von „Idee“ verwendet. In der philosophischen Terminologie werden schließlich „Begriff“ und „Vorstellung“ voneinander abgegrenzt.
Das Adjektiv begreiflich, mit der heutigen Bedeutung „verständlich“, ist aus dem mittelhochdeutschen begriflich („fassbar, leicht fassend, begreifend“) entstanden. Demgegenüber ist begrifflich, mit der Bedeutung „einen Begriff, eine gedankliche Einheit betreffend“, aus dem Substantiv abgeleitet. Das Adjektiv begriffsstutzig („schwerfällig im Begreifen, schwer von Begriff“) entstand Mitte des 19. Jahrhunderts.

## Begriffsbildung
„Der Begriff ist das Werkzeug, mit dem wir die Wirklichkeit deuten.“ (Hans Aebli 1989). Die menschliche Kognition ist lebenslang zur Begriffsbildung in der Lage, um Objekte oder Ereignisse nach ihren Merkmalen zu kategorisieren. Das ist ein Gebiet der Denkpsychologie. Für die Entwicklungspsychologie ist die ansteigende Fähigkeit zum Bau von Begriffen nach der Geburt bis in die Jugend von besonderem Interesse, um das Lernen besser zu verstehen. Dabei wird vorausgesetzt, dass Merkmale überhaupt unterschieden (Diskrimination) sowie die charakteristischen Merkmale von den unwesentlichen unterschieden werden können. Minimal muss ein Begriff dem Menschen erlauben, ein bestimmtes Phänomen wiederzuerkennen. Die maximale Anforderung wird erreicht, wenn der neue Begriff sich als invariant gegenüber äußeren Veränderungen und damit von stabiler Bedeutung erweist. Die Begriffsbildung ist ein aktiver kognitiver Strukturierungsprozess, d. h. die neue Struktur bildet die Umwelt nicht einfach ab, sondern ist Ergebnis mentaler Konstruktionen, häufiger eine Umstellung bereits bestehender Begriffsstrukturen und seltener eine Neubildung. Zusammengefasst werden folgende Schritte vollzogen:
- Abstraktion von unwichtigen Reizmerkmalen,
- Differenzierung und Löschung der Reizmerkmale,
- vermittelte Assoziation oder
- Invariantenbildung aufgrund schrittweiser Informationsverarbeitung[7]

Eigenschaftsbegriffe entstehen durch eine Kategorisierung, daher heißen sie auch oft einfach Kategorie: Mondfinsternis wird zugeordnet partiell oder total. Für manche Begriffe wird ein Prototyp (idealer Vertreter) gebildet: körperliche Aggression ist Schlägerei.
Erklärungsbegriffe beinhalten eine Erklärung, also Annahmen, die auf etwas Bekanntes (Theorie, Zusammenhang) zurückgreifen, um das Phänomen zu begreifen. Mondfinsternis wird erklärt als Mond im Erdschatten. 
Jeder Begriff weist zwei Bestandteile auf:
- sachliche (denotative) Bedeutung: logische Struktur oder Prototyp (bei den Eigenschaftsbegriffen) bzw. Theorie (bei den Erklärungsbegriffen)
- emotionale (konnotative) Bedeutung: gefühlsmäßige Beziehung einer Person zu dieser Sache.[8]

### Zur Geschichte
Bereits in der aristotelisch-thomistischen Tradition wurde die Begriffsbildung als Abstraktion durch einen aktiven Geist erklärt. Für den Empirismus ist der Geist dagegen eher passiv, eine Tabula rasa für alle neuen sinnlichen Eindrücke, er abstrahiert von selbst aus diesen (viele Wahrnehmungen von Einzelpferden) nur den gemeinsamen Begriff Pferd. Der deutsche Psychologe Narziß Ach (1921) begann mit einfachen Experimenten zur „Begriffsfindung“. Der Schweizer Jean Piaget hat eine Strukturanalyse der dem jungen Menschen zur Verfügung stehenden kognitiven Strukturen begonnen. Nach ihm bilden sich kognitive Strukturen durch Interaktion mit den Objekten. Alte Strukturen werden so lange beibehalten, bis neue invariante Merkmale zugeordnet werden können und so zu einer Korrektur führen. Im ersten Fall wird das Objekt der Wahrnehmung angepasst, Piaget nennt dies Assimilation. Im letzten Fall passt sich die Wahrnehmung dem Objekt an, man spricht von der Akkommodation. Zwischen diesen Prozessen herrscht ein Fließgleichgewicht, das er Äquilibration nennt. Die Wahrnehmung und damit einhergehend auch die Möglichkeit, neue Begriffe bilden zu können, differenziert sich dadurch immer mehr aus. Er hat experimentalpsychologisch versucht, die natürliche Begriffsbildung bei Kindern nachzuvollziehen, wobei er die konstruktive Rolle des Geistes hervorhob, der traditionellen hierarchischen Abstraktion aber eine Beziehungsbildung (mise en relation) zwischen Phänomenen vorzog. Er zeigte dies an einfachen geometrischen Begriffen wie horizontal und vertikal. In den USA erweiterten C. I. Hovland (1952) und Jerome Bruner (1956) diese Experimente, wobei aktive Such„strategien“ gefunden wurden. Edna Heidbreder forschte zu Begriffen in offenen unbegrenzten Systemen und kam ebenso auf die große Rolle von Korrelationen zwischen Phänomenen.
Dabei war in der Theorie lange umstritten, ob die Begriffe scharf (x ist entweder Glas oder Vase) oder vage-fließend (x ist irgendwie ähnlich zu Glas – Vase) abgegrenzt werden. Die erste Position gilt als klassische Position der Logik, die zweite wird im 20. Jahrhundert seit Ludwig Wittgenstein in der Philosophie und Eleanor Rosch in der Psychologie mit der Prototypentheorie (s. o.) vertreten.

## Über- und Unterordnung von Begriffen
Ein „übergeordneter Begriff“ liegt in einem hierarchischen Begriffssystem auf einer höheren Ebene und fasst mehrere Begriffe einer anderen Ebene zusammen. Ein „untergeordneter Begriff“ liegt in einem hierarchischen Begriffssystem auf einer niedrigeren Ebene.
Ein Oberbegriff ist ein übergeordneter Begriff, der auf Abstraktionsbeziehungen innerhalb des Begriffssystems beruht. So ist beispielsweise „Fahrzeug“ ein Oberbegriff von „Landfahrzeug, Wasserfahrzeug und Luftfahrzeug“. Analog ist ein Unterbegriff ein untergeordneter Begriff, wo innerhalb des Begriffssystems Abstraktionsbeziehungen bestehen. So ist beispielsweise „Auto“ ein Unterbegriff von „Fahrzeug“.
Ein „Verbandsbegriff“ ist ein übergeordneter Begriff in einem anderen Sinn: Er fußt darauf, dass innerhalb des zugrunde liegenden Begriffssystems Bestandsbeziehungen gegeben sind. So ist beispielsweise „Europa“ ein Verbandsbegriff von „Frankreich, Schweiz und Italien“. Man nennt diese Begriffsbeziehung in der Sprachwissenschaft Meronymie, den hierbei untergeordneten Begriff Meronym, manchmal auch Teilbegriff.

## Benennung und Gegenstand

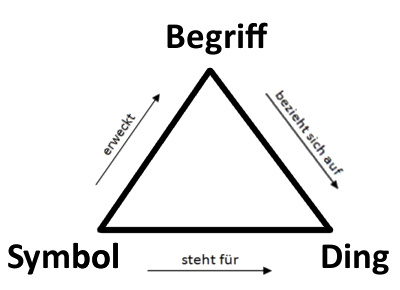
Semiotisches Dreieck

Begriffe vermitteln zwischen Gegenständen und Benennungen für diese, dies wird traditionell im Semiotischen Dreieck veranschaulicht:
Repräsentationsebene
Die Benennung sowie die Definition eines Begriffs
Begriffsebene
Der Begriff mit seinen Merkmalen
Gegenstandsebene
Mehrere Gegenstände mit bestimmten gemeinsamen Eigenschaften
Begriffe und die sie verbindenden Relationen (Äquivalenz, Hierarchie usw.) spielen eine entscheidende Rolle beim Information Retrieval sowie beim Aufbau des sogenannten „Semantic Web“.